# Madrone (Schriftart)

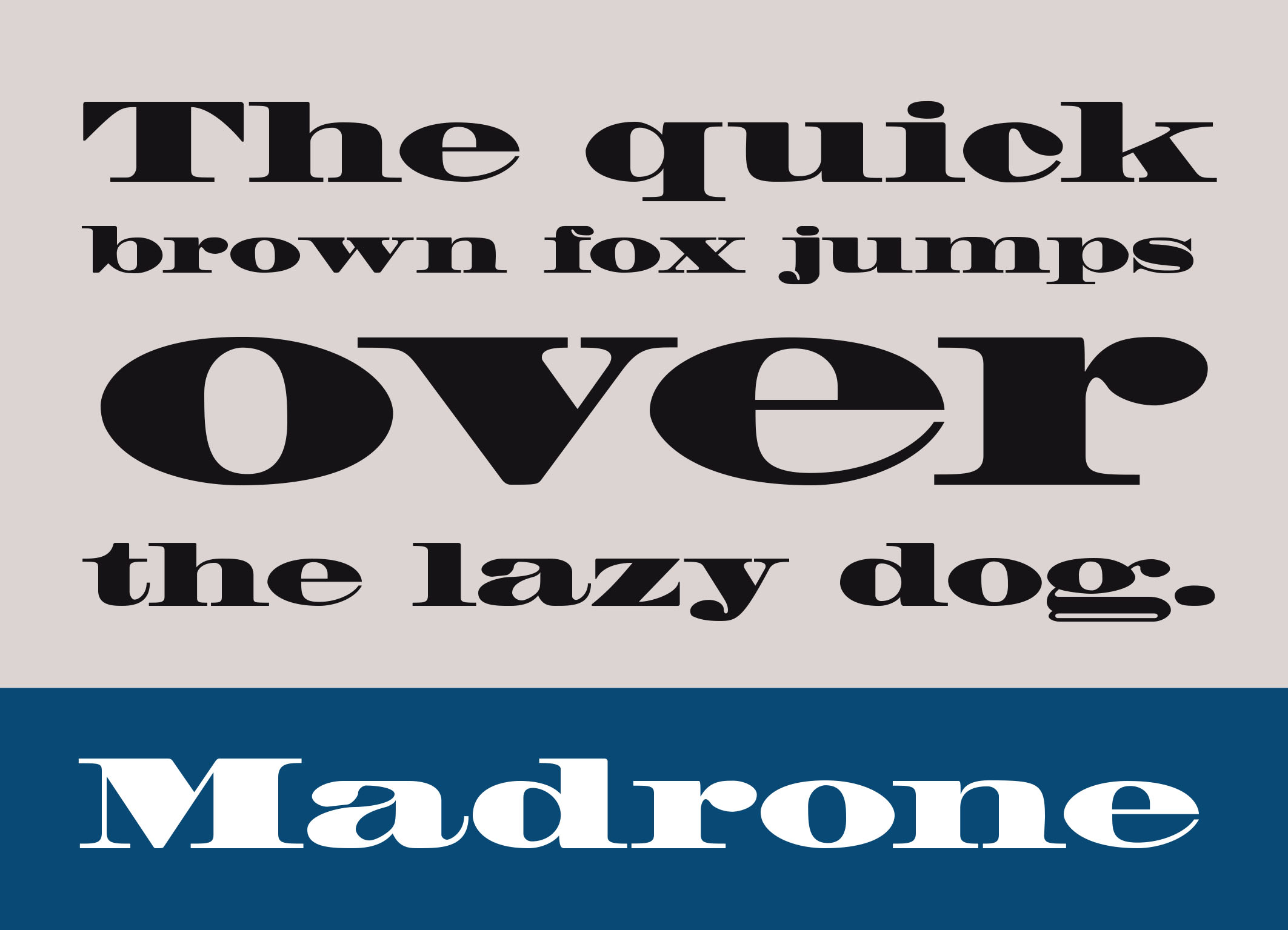
Schriftmuster der Madrone mit einem Beispielsatz

Madrone ist eine Fat-Face-Schrift von Adobe, die 1991 auf den Markt gebracht wurde. Der Entwurf geht zurück auf alte Holzletter-Schriften aus dem 19. Jahrhundert. Digitalisierung und Ausgestaltung erfolgten durch die Typedesignerin Barbara Lind. Die Veröffentlichung erfolgte im Rahmen der Kollektion Wood Type Revival – einer Anfang der 1990er Jahre herausgebrachten Reihe mit Neuauflagen historischer Schriften. Ebenso wie bei der Blackoak, einer Deco-Egyptienne, die ebenfalls auf historische Vorlagen zurückgeht und gleichfalls Bestandteil dieser Schriften-Edition ist, sticht bei der Madrone die extrem breite Zeichengestaltung hervor.

## Merkmale
Vom Schrifttyp her ist die Madrone eine Fat Face – eine Art Schrift, die im frühen 19. Jahrhundert stark gebräuchlich war und vor allem bei Slogans, Markennamen sowie Headline Verwendung fand. Ähnliche Schriften dieses Typus sind die Bodoni Poster und die Thorowgood. Gemeinsames Merkmal ist der ausgeprägte, für klassizistische Schriften typische Strichstärkenkontrast – ein Merkmal, das bei Fat-Face-Schriften in einem Ausmaß ausgeprägt ist, dass die das jeweilige Zeichen ausformenden Stammlinien nicht mehr wie Linien, sondern eher wie Flächen wirken. Ein zeittypisches, auch bei der Madrone ausgeprägtes Merkmal ist die extrem zusammengestauchte Schlaufe des kleinen „g“ – zurückzuführen auf den hier überdurchschnittlich sparsam angesetzten Platz für die Unterlängen.

## Verbreitung und Schrift-Alternativen
Die Veröffentlichung der Madrone erfolgte im Rahmen der Sammlung Adobe Wood Type Revival – einer Auswahl ausgesuchter Neuveröffentlichungen, die auf historische Holzletter-Schriften aus dem 19. Jahrhundert zurückgeht und in Zusammenarbeit mit dem National Museum of American History at the Smithsonian Institution umgesetzt wurde. Die Reihe war – ebenso wie die Veröffentlichung von Grunge-, Werbe-, Spaß- und Decoschriften – innerhalb des Adobe-Schriftentwicklungsteams nicht ganz unumstritten. Adobe setzte zu jener Zeit primär auf den Aufbau einer hochwertigen Original-Schriftbibliothek, um die von dem Unternehmen entwickelte PostScript-Technologie mit möglichst breit ausgebauten Satzschriften zu flankieren. Die Forcierung auf Premium-Schiften, wie sie vor allem Robert Slimbach als Leiter der Schriftentwicklung favorisierte, wurde im Zug dieser Entscheidungsfindungen allerdings modifiziert in Richtung eines heterogener aufgestellten Angebotsspektrums. Die Folge war eine inhaltlich-gestalterisch breite Palette an unterschiedlichen Schriften – ebenso auch die forcierte Zusammenarbeit mit typografisch tätigen Freelancern, zu denen auch die Madrone-Entwerferin Barbara Lind sowie weitere in die Verwirklichung der Woodtype-Revival-Fontreihe involvierte Grafiker zählten. Im Rahmen dieser Neuveröffentlichungs-Reihe digitalisierte Barbara Lind weitere Schriften wie die Poplar, die Wildwestschrift Cottonwood sowie den Symbolzeichen-Font Adobe Wood Types.
Als Originalschrift einer bestimmten historischen Periode findet die Madrone auch im zeitgenössischen Grafikdesign weiter Verwendung. Die Archivseite Fonts in Use führte als Gestaltungsbeispiel ein Cover des Magazins Newsweek aus dem Jahr 2010 an, dessen Titel seitenfüllend mit Slogans in unterschiedlichen Schriften gestaltet war. Als vergleichbare Schriften führte Fonts in Use unter anderem die Schriften Thorowgood, Normande, Blackoak, Modern Art und Roman Extended auf.